# Детство Шелдона
«Де́тство Ше́лдона», также известный как «Молодо́й Ше́лдон» и «Ю́ный Ше́лдон» (англ. Young Sheldon) — американский ситком, созданный Чаком Лорри и Стивеном Моларо для телеканала CBS.
Сериал является спин-оффом и приквелом «Теории Большого взрыва» и повествует о юном Шелдоне Купере, который живёт вместе с семьей в Восточном Техасе и в возрасте 9 лет приступает к обучению в старших классах средней школы. Главную роль исполняет Иэн Армитидж, а роль членов его семьи играют Зои Перри, Ланс Барбер, Реган Реворд, Монтана Джордан и Энни Поттс. Джим Парсонс, сыгравший Шелдона в «Теории Большого взрыва», выступил в роли рассказчика, а также стал одним из исполнительных продюсеров.
Разработка ситкома началась в ноябре 2016 года после того, как Парсонс предложил такую идею продюсерам «Теории Большого взрыва». В марте 2017 года стало известно, что Армитидж и Перри прошли кастинг, и CBS заказал сериал. Показ пилотной серии состоялся 25 сентября 2017 года, а два дня спустя CBS заказал полный сезон сериала. 2 ноября 2017 года начались еженедельные выпуски новых эпизодов. В марте 2021 года CBS продлил сериал на пятый, шестой и седьмой сезоны. Премьера седьмого и финального сезона состоялась 15 февраля 2024 года. В январе 2024 года было объявлено, что в разработке находится спин-офф «Детства Шелдона», посвященный Джорджи Куперу и Мэнди Макалистер под названием «Первый брак Джорджи и Мэнди». Первая серия вышла 17 октября 2024 года.

## В главных ролях
- Иэн Армитидж — Шелдон Купер, вундеркинд, демонстрирующий выдающиеся способности к математике, физике и другим точным наукам. Несмотря на обширные академические знания, Шелдону не хватает навыков социального общения, а его высокий уровень интеллекта даёт ему чувство превосходства над окружающими, в результате чего он становится несносным и грубым, совершенно не замечая, как это отражается на других людях, в том числе и на его семье. Тем не менее Шелдон любит свою семью. Он — младший брат Джорджи и старший брат-близнец Мисси. В 9 лет он начинает посещать среднюю школу, а в 11 лет приступает к обучению в колледже. Армитидж появляется в записи на видеокассете в 10-й серии финального сезона «Теории Большого взрыва».
  - Джим Парсонс — голос взрослого Шелдона Купера, комментирующего истории из своего детства. Множественные противоречия и несоответствия между тем, что взрослый Шелдон говорил о своём детстве в «Теории большого взрыва», и тем, что показано в «Детстве Шелдона», заставило многих поклонников сериала считать Шелдона ненадежным рассказчиком[2][3][4].
  - Парсонс также физически повторяет свою роль взрослого Шелдона в финале сериала, где выясняется, что он пишет свои мемуары. Спустя годы после финала «Теории Большого взрыва» он живет в пригороде Лос-Анджелеса со своей женой Эми Фаррой Фаулер, сыном Леонардом и дочерью.
- Зои Перри — Мэри Купер (урождённая Такер), мать Шелдона, Мисси и Джорджи. Она чрезмерно опекает своих детей и сильно переживает за них, потому что у неё самой была нелёгкая жизнь. Мэри — набожная южная баптистка, которая работает в местной церкви и иногда выражает недовольство атеизмом Шелдона. Тем не менее она очень любит своего младшего сына и хочет оберегать его так долго, как только сможет. Мать Перри, Лори Меткалф, играет Мэри Купер в сериале «Теория Большого взрыва».
- Ланс Барбер — Джордж Купер, отец Шелдона, Мисси и Джорджи, ветеран войны во Вьетнаме, главный футбольный тренер школы Медфорда. Джордж не обладает интеллектом Шелдона, что иногда заставляет окружающих, особенно Конни, сомневаться в его генетическом родстве с Шелдоном. Джордж часто ссорится со своими детьми, особенно трудно ему понять Шелдона, но он старается быть заботливым и ответственным отцом. В сериале «Теория Большого взрыва» говорится, что Джордж Купер-старший умрёт в 1994 году, когда Шелдону будет 14 лет. Барбер также появляется в 11-й серии пятого сезона «Теории большого взрыва» в роли хулигана Джимми Спекермана, который издевался в средней школе над Леонардом Хофштадтером, соседом взрослого Шелдона. Барбер в роли отца Шелдона произносит мотивирующую речь в записи на видеокассете в 10-й серии финального сезона «Теории Большого взрыва».
- Монтана Джордан — Джордж Маршалл «Джорджи» Купер-младший, старший брат Шелдона и Мисси. Джорджи обижается на то, что родители, особенно его мать, основное внимание уделяют Шелдону. Он плохо учится в школе, и за это его дразнят остальные члены семьи, особенно Шелдон и Конни. Джорджи не очень хорошо ладит с Шелдоном, потому что устал от постоянного нелестного сравнения с младшим братом. Вместе с Шелдоном он учится в средней школе Медфорда и играет в школьной футбольной команде. В 17 лет он бросает школу, чтобы работать полный рабочий день, и обнаруживает в себе талант к продажам и в результате становится зажиточным владельцем сети шиномонтажных магазинов в сериале «Теория большого взрыва», где его роль играет Джерри О’Коннелл.
- Реган Реворд[англ.] — Мелисса «Мисси» Купер, младшая сестра Джорджи и младшая сестра-близнец Шелдона. Она вместе с Джорджи любит дразнить Шелдона. У Мисси нет такого интеллекта как у Шелдона, но она очень проницательна. Иногда она не ладит с Шелдоном, но считает брата-близнеца надежным доверенным лицом и признается, что без него не чувствует себя целостным человеком. Она также любит своего брата, хотя постоянно отрицает это. Кортни Хенггелер[англ.] играет взрослую Мисси в «Теории большого взрыва» .
- Энни Поттс — Констанция «Конни» Такер, бабушка Шелдона, Мисси и Джорджи по материнской линии, которую они называют «Бабуля». У Конни веселый характер, она может быть саркастичной и часто высмеивает окружающих, особенно Джорджа. С другой стороны, она терпелива и иногда изо всех сил пытается понять Шелдона, которого она нежно называет «пирожком», и советует Мэри поверить, что Шелдон найдет свой путь в жизни. Владеет автомобилем Кадиллак Девиль. В четвёртом сезоне упоминается, что ей 68 лет. Джун Сквибб играет Конни в «Теории большого взрыва».
- Мэтт Хобби[англ.] — пастор Джефф Диффорд (сезоны 3-7; второстепенная роль в сезонах 1-2), оптимистичный пастор баптистской церкви семьи Куперов. Как и Мэри, он тоже иногда вступает в разногласия с атеистом Шелдоном и часто предлагает Шелдону понять ход мыслей верующих людей с помощью логических упражнений.
- Эмили Осмент — Аманда «Мэнди» Макаллистер (сезоны 6-7; второстепенная роль в сезоне 5), 29-летняя подруга Джорджи, от которого у неё есть ребёнок.

## Во второстепенных ролях
- Уоллес Шон — Джон Стёрджис (сезон 1 — 7), профессор физики в колледже, который посещает Шелдон. Во втором и третьем сезоне ухаживал за Конни при активной поддержке Шелдона. В четвёртом сезоне работал на суперколлайдере, но был уволен после неудачного интервью. Впоследствии устроился на работу в продуктовый магазин.
- Райан Фыонг — Тэм Нгуен (сезоны 1—4), лучший друг детства и одноклассник Шелдона, семья которого бежала в США из Вьетнама. Он знакомит Шелдона с такими развлечениями, как чтение комиксов и ролевые игры. Тэм — единственный друг Шелдона, который постоянно с ним мирится
- Билли Гарделл — Гершел Спаркс (сезоны 1—2), отец Билли и муж Бренды, владелец автосервиса. В четвёртом сезоне разводится с Брендой.
- Мелисса Петерман — Бренда Спаркс (сезон 1 — 7), мать Билли и жена Гершела до четвёртого сезона. Работает в боулинге, который часто посещает Конни. Изначально заклятый враг Мэри, впоследствии ставшая её подругой.
- Уайетт Макклюр — Билли Спаркс (сезон 1 — 7), сын соседей семьи Куперов, которому, как намекает его мать Бренда Спаркс, не светит поступление в колледж. Изначально выступал в качестве врага Шелдона, но затем они подружились. Билли безответно влюблен в Мисси.
- Док Фэрроу — Уилкинс (сезон 1 — 7), учитель Шелдона по физкультуре и помощник тренера по футболу в Медфорд Хай. Изначально носил имя Рой, но в эпизоде «Чулан для мётел и „Монополия“ Сатаны» оно было изменено на Уэйн.
- Валери Махаффей — Виктория Макелрой (сезоны 1—3), классный руководитель Шелдона и преподавательница английского языка в Медфорд Хай.
- Даниэль Пиннок — Эвелин Ингрэм (сезоны 1—4), учительница Шелдона по математике в Медфорд Хай.
- Брайан Степанек — Хьюберт Гивенс (сезон 1 — 7), учитель Шелдона по естествознанию в Медфорд Хай.
- Рекс Линн — Том Питерсен (сезон 1 — 7), директор школы Медфорд Хай.
- Сара Бейкер — Шерил Хатчинс (сезон 1 — 7), библиотекарь в Медфорд Хай.
- Джейсон Александр — Джин Ланди (сезон 1 — 7), руководитель школьного драматического кружка в Медфорд Хай.
- Нэнси Лайнхэн-Чарльз — Пег (сезон 1 — 7), секретарша пастора Джеффа, заядлая курильщица.
- Крис Уайльд — Гленн (сезоны 1—3), владелец магазина комиксов King Kong Comics.
- Изабель Мэй — Вероника Данкан (сезоны 2—3), старшеклассница, с которой Джордж Купер-младший ходил на свидание во время Хэллоуина.
- Эд Бегли-младший — доктор Линклеттер (сезон 2 — 7), коллега доктора Стёрджиса. Он регулярно пытается ухаживать за Конни, но всегда получает отпор.
- Маккенна Грейс — Пейдж Свонсон (сезон 2 — 7), девочка-вундеркинд, которую Шелдон считает своим соперником.
- Андреа Андерс — Линда Свонсон (сезоны 2—4), мать Пейдж.
- Мэри Грилл — офицер Робин (сезоны 2—3), вторая жена пастора Джеффа, которая работает в полиции.
- Крейг Нельсон — Дейл Баллард (сезон 3 — 7), тренер Мисси по бейсболу, ухажёр Конни после её расставания с доктором Стерджисом. Владелец магазина спортивных товаров, где работает Джорджи.
- Риба Макинтайр — Джун (сезон 3 — 7), бывшая жена Дейла. Парикмахер, которая дружит с Конни.
- Ава Аллан — Джана Боггс (сезоны 3—5), девушка Джорджи после того, как он перестал встречаться с Вероникой.
- Лондон Чешир — Маркус (сезоны 3—4), парень Мисси.
- Уэнди Мэлик — Линда Хагемейер (сезон 4 — 7), президент колледжа Шелдона.
- Дэн Берд — пастор Роб (сезон 5), молодой пастор, нанятый пастором Джеффом для преподавания в воскресной школе.
- Калеб Эмери — Даррен (сезон 5), один из соседей Шелдона в общежитии колледжа.
- Иван Мок — Оскар (сезон 5), один из соседей Шелдона в общежитии колледжа.

### Приглашённые актёры
- Мелисса Танг[англ.] — мисс Фенли, учитель музыки в школе Медфорд Хай.
- Боб Ньюхарт — Артур Джеффрис, учёный, исполнитель роли профессора Протона в любимой образовательной передаче Шелдона.
- Верни Уотсон — медсестра Робинсон, которая ухаживает за Джорджем, когда у него случается сердечный приступ, а затем и за Шелдоном, когда ему удаляют желчный пузырь.
- Джон Хартман — доктор Гетч, психиатр, которого Шелдон посещает из-за фагофобии и проигрыша на школьной научной ярмарке.
- Рэй Лиотта — Винсент, букмекер Конни.
- Джейсон Кравиц — доктор Рональд Ходжес, инженер НАСА и бывший сосед по комнате мистера Гивенса. Он делает презентацию своей работе перед научным классом мистера Гивенса и побуждает Шелдона начать решать проблемы, связанные с многоразовыми системами космического запуска.
- Илон Маск — камео в эпизоде «Нашивка, модем, и Zantac®»
- Фрэнсис Конрой — доктор Флора Дуглас, директор пансионата в Далласе, где непродолжительное время проживал Шелдон.
- Гарри Гронер — Эллиот Дуглас, муж доктора Дуглас.
- Пол Йен — Ле Нгуен, отец Тэма. Вместе с женой управляет магазином Medford Mart.
- ВайВай Нгуен — Чанг Нгуен, мать Тэма и жена мистера Нгуена.
- Ричард Кайнд — Айра Розенблум, один из бойфрендов Конни.
- Зулейка Силвер — Селена, бывшая жена пастора Джеффа.
- Анжелика Вашингтон — Либби, ученица 11-го класса, мечтающая стать геологом. Заводит дружбу с Шелдоном и Тэмом.
- Элла и Миа Аллан — Бобби Спаркс, младшая сестра Билли Спаркса, преследовавшая Шелдона.
- Клео Кинг — миссис Костелло, советница средней школы Медфорда.
- Майкл Кадлиц — диспетчер НАСА, который фигурирует во сне Шелдона.
- Джош Кук — Барри Свонсон, отец Пейдж.
- Элла Андерсон — Эрик, сестра Пейдж, которая проводит время с Джорджи и Мисси.
- Пол Фаско — исполнитель роли Альфа в эпизоде «Раса сверхлюдей и письмо Альфу».
- Джон Рубинштейн — раввин Шнайдерман.
- Бенджамин Стокхэм — Престон.
- Мари Читэм — Дороти, бабушка Вероники.
- Кейли Куоко — голос бассейна в ночных кошмарах Шелдона. Куоко играла роль Пенни в «Теории большого взрыва».
- Дидрих Бадер — Бэтмен в одном из снов Шелдона.
- Луи Андерсон — владелец магазина спортивных трофеев, в котором Мэри хочет купить приз для Мисси.
- Райан Стайлз — стоматолог Шелдона.
- Синди Лопер — камео, постер Мисси.
- Маим Бялик — Эми Фарра Фаулер, жена Шелдона, мать его сына Леонарда Купера и неназванной дочери.
- Мелани Лински — Дора Эриксон, профессор философии в колледже Шелдона.
- Дэйв Фоли — Гэри, спонсор колледжа Шелдона.
- Дэвид Хассельхофф — камео.
- Джулия Пейс-Митчелл — Дарлин Уилкинс, жена тренера Уилкинса.

## Эпизоды
| Сезон | Сезон | Эпизоды | Оригинальная дата показа | Оригинальная дата показа | Рейтинг Нильсена | Рейтинг Нильсена    |
| Сезон | Сезон | Эпизоды | Премьера сезона          | Финал сезона             | Ранг             | Зрители в США (млн) |
| ----- | ----- | ------- | ------------------------ | ------------------------ | ---------------- | ------------------- |
|       | 1     | 22      | 25 сентября 2017         | 10 мая 2018              | 6                | 16,30               |
|       | 2     | 22      | 24 сентября 2018         | 16 мая 2019              | 5                | 14,37               |
|       | 3     | 21      | 26 сентября 2019         | 30 апреля 2020           | 8                | 11,45               |
|       | 4     | 18      | 5 ноября 2020            | 13 мая 2021              | 12               | 9,45                |
|       | 5     | 22      | 7 октября 2021           | 19 мая 2022              | 8                | 9,21                |
|       | 6     | 22      | 29 сентября 2022         | 18 мая 2023              | 6                | 9,32                |
|       | 7     | 14      | 15 февраля 2024          | 16 мая 2024              | 5                | 9,28                |

## Разработка
В ноябре 2016 года стало известно, что телекомпания CBS ведёт переговоры о создании спин-оффа «Теории Большого взрыва», посвященного Шелдону Куперу в детстве. Проект приквела описывался как семейная комедия в стиле «Малкольм в центре внимания», а продюсерами нового проекта стали Чак Лорри и Стивен Моларо.
Первоначально идея спин-оффа исходила от Джима Парсонса, играющего взрослого Шелдона в «Теории Большого взрыва».
13 марта 2017 года CBS заказал у Лорри и Моларо спин-офф «Детство Шелдона». Исполнительным продюсером и режиссёром пилотной версии выступил Джон Фавро. Производством сериала занялись компания Chuck Lorre Productions, Inc. в сотрудничестве с Warner Bros. Television, а Парсонс, Лорре, Моларо и Тодд Спивак стали исполнительными продюсерами.
27 сентября 2017 года CBS заказала полный сезон сериала, состоящий из 22 эпизодов. 6 января 2018 года шоу было продлено на второй сезон. Премьера второго сезона состоялась 24 сентября 2018 года. 22 февраля 2019 года сериал был продлён на третий и четвёртый сезоны. Премьера третьего сезона состоялась 26 сентября 2019 года. 12 марта 2020 года стало известно, что компания Warner Bros. Television приостановила производство сериала из-за пандемии COVID-19. Премьера четвёртого сезона состоялась 5 ноября 2020 года. 30 марта 2021 года CBS продлил сериал на пятый, шестой и седьмой сезоны. Премьера шестого сезона состоялась 29 сентября 2022 года.
Премьера седьмого и финального сезона состоялась 15 февраля 2024 года. 14 ноября 2023 года CBS объявила, что сериал завершится после семи сезонов, а финальная серия выйдет в эфир 16 мая 2024 года. Финальный сезон будет состоять из 14 серий.
В начале марта 2017 года стало известно, что Иэн Армитидж сыграет юного Шелдона, а Зои Перри — его мать Мэри Купер. Зои — дочь Лори Меткалф, которая играет Мэри Купер в «Теории Большого взрыва». Лэнс Барбер получил роль Джорджа Купера-старшего, отца Шелдона; до этого Барбер сыграл роль бывшего одноклассника Леонарда в 11-й серии пятого сезона «Теории Большого взрыва». Реган Реворд досталась роль Мисси Купер, сестры-близнеца Шелдона; а Монтане Джордану — Джорджа Купера-младшего, старшего брата Шелдона. Актриса Энни Поттс присоединилась к актёрскому составу в июле 2017 года в роли бабушки Шелдона. 6 марта 2024 года было объявлено о появлении Джима Парсонса и Маим Бялик в ролях взрослого Шелдона и Эми Фарры Фаулер в финале сериала.

## Спин-офф
В январе 2024 года стало известно, что на канале CBS в телесезоне 2024—2025 годов выйдет спин-офф «Детства Шелдона», посвященный Джорджи Куперу и Мэнди Макаллистер. 5 марта 2024 года CBS одобрил заказ спин-оффа.